# Alimmainen Kontioluoma
Alimmainen Kontioluoma eller Kontioluoma är en sjö i Finland. Den ligger i kommunen Kuusamo i landskapet Norra Österbotten, i den nordöstra delen av landet, 600 km norr om huvudstaden Helsingfors. Alimmainen Kontioluoma ligger 248,8 meter över havet. Den ligger vid sjön Särkiluoma. Den är 10,1 meter djup. Arean är 1,31 kvadratkilometer och strandlinjen är 7,66 kilometer lång. Sjön  ingår i Ijo älvs huvudavrinningsområde. 